# Elektroakustična glasba
Elektroakustična glasba se je razvila v drugi polovici 20. stoletja. V svojih začetkih se je naslanjala na vsa ustvarjalna prizadevanja, ki so slišala in razumela glasbo predvsem kot kontinuiteto in zaporedje zvokov, ne pa kot (tradicionalno) urejenih tonskih skupin. Zaradi ustreznih pogojev, ki jih je prinesel hiter tehnični razvoj in predvsem odkritja na področju elektronske tehnologije, so se ustvarile nove možnosti za raziskovanje zvoka in za nastanek novih kompozicijskih postopkov.
V splošnem se elektroakustično glasbo uvršča v obširno skupino elektronske glasbe, ki zastopa različne glasbene zvrsti (npr. pop in tehno glasbo) in ustvarjalne postopke, vendar pa so njene karakteristike in definicija predmet številnih razprav. Elektroakustična glasba se je začela razvijati v 1940. in 1950., hkrati z razvojem postopkov snemanja oz. zapisovanja zvoka. Zvok so skladatelji elektronsko preoblikovali in predelovali. Tak ustvarjalni postopek se razlikuje od komponiranja klasične instrumentalne glasbe, ki poteka od ideje do realizacije. V razvoju elektroakustične glasbe ima odločilno vlogo tudi radio oz. in radiofonska umetnost.
Skladatelji-pionirji so se v splošnem delili na dve skupini, katerih estetska naravnanost se je močno razlikovala. Skupino glasbenikov, ki so v Parizu ustvarjali musique concrète, je vodil francoski glasbenik in znanstvenik Pierre Schaeffer. V radijskem studiu je pri iskanju zvočnih učinkov za spremljavo oddaj odkril, da bi lahko ti učinki presegli svojo funkcijo ponazarjanja in postali samostojno glasbeno delo. V svojih zapisih je poudarjal možnosti ustvarjanja z zvokom in vsebino, ki jo nosi zvok. Concrète, kar pomeni konkretna glasba, je bila zasnovana na preoblikovanju naravnih, konkretnih glasov, posnetih na zvočne medije. Druga skupina, ki je začela z delovanjem med letoma 1949-51 v Kölnu, je svoje izdelke poimenovala z izrazom Elektronische Musik. Ustanovitelja skupine sta bila skladatelj Herbert Eimert in fizik Werner Meyer-Eppler. Glasba te skupine ustvarjalcev je bila zasnovana izključno na sintetičnih, elektronsko generiranih zvokih (sinus).
Med najpomemnejše slovenske skladatelje elektroakustične glasbe štejemo Janeza Matičiča, ki je tudi sodeloval s Pierrom Schaefferjem, in Bora Turela.